# Libius Severus

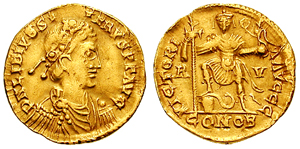
Solidus des Libius Severus

Flavius Libius Severus (selten auch Severus III. genannt; † am 15. August oder nach dem 25. September 465 in Rom) war von 461 bis 465 weströmischer Kaiser.

## Leben
Der Senator Libius Severus, über dessen Herkunft fast nichts bekannt ist, wurde am 7. Juli oder eher am 19. November 461 auf Betreiben des Heermeisters Ricimer, des eigentlichen Herrschers des Westreiches, nach der Hinrichtung Majorians zum weströmischen Kaiser erhoben. Sowohl der oströmische Kaiser Leo als auch die Heermeister in Gallien und Dalmatien, Aegidius und Marcellinus, verweigerten ihm jedoch die Anerkennung. Aegidius schuf sich im nördlichen Gallien ein eigenes Herrschaftsgebiet, während die Vandalen von ihrem Reich in Nordafrika aus wiederholt die Küstengebiete Italiens plünderten. In Südgallien wurde Severus hingegen als Kaiser anerkannt; in Arles wurden Münzen mit seinem Abbild geprägt, und 464 konnte der Kaiser Arvandus als neuen praefectus praetorio per Gallias einsetzen. Unterdessen konnte Ricimer einen alanischen Angriff auf Italien abwehren. Für 464 ernannte Severus (bzw. Ricimer) keinen eigenen Konsul, sondern ließ zu, dass der Ostkaiser Leo gleich zwei Kandidaten benannte, nach denen dann auch im Westen datiert wurde. Wenn dies ein Versuch war, sich an Konstantinopel anzunähern, so war er wohl nicht von Erfolg gekrönt.
Severus war offenbar nie mehr als ein Schattenkaiser, der nicht selbst herrschte, sondern lediglich der Militärregierung unter Ricimer zusätzliche Legitimität verleihen sollte. Spätere Geschichtsschreiber nahmen an, dass Ricimer ihn schließlich vergiftet habe, während ein Zeitgenosse des Kaisers, Sidonius Apollinaris, von einem natürlichen Tod spricht.